# Гэп (технический анализ)
Гэп (англ. gap — разрыв) — термин в техническом анализе потока котировок, которым описывается ситуация существенной разницы между ценой закрытия предыдущего таймфрейма (элемента графика) и ценой открытия следующего.
Визуально гэпу соответствует «разрыв» между соседними элементами на графике цены. В биржевой практике на фондовом и товарном рынках термин «гэп» чаще всего подразумевает, что цена закрытия предыдущей торговой сессии не совпадает с ценой открытия следующего торгового дня (разрыв на графике с дневным таймфреймом).
Иногда гэпом также называют существенную разницу между соседними котировками внутри торговой сессии. Обычно это обусловлено неожиданными новостями, когда разница между котировками может быть в 5 и более раз больше обычной. На графике с дневным таймфреймом такой гэп не отображается в виде разрыва — формируется удлинённый элемент. Но на более подробных графиках такой гэп может отобразиться.
Гэп визуально виден на графиках, основанных на фиксированных по длительности таймфреймах с отображением как цен открытия, так и закрытия. Обычно это графики в форме японских свечей или баров. На графиках в другой форме — ломаной линии по ценам закрытия, крестиков-ноликов, рэнко, каги — гэпы не видны.

## Типы разрывов
Разрывы бывают в двух направлениях:

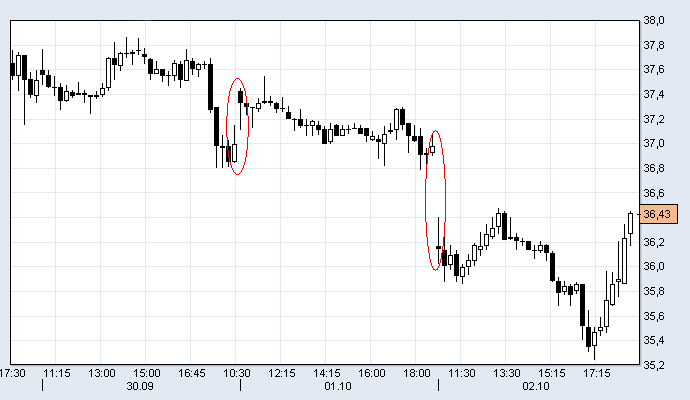
Примеры гэпов (ценовых разрывов)

- Гэп вверх: цена инструмента при закрытии торгов ниже, чем при следующем открытии торгов (пример на рисунке выделен левее; хотя максимальная цена предыдущего элемента перекрывается минимальной ценой последующего, но есть существенный разрыв между ценой закрытия и последующего открытия).
- Гэп вниз: цена инструмента при закрытии торгов выше, чем при их следующем открытии (пример на рисунке выделен правее).

Разрывы чаще наблюдаются на рынках фьючерсов, реже — на рынках акций и на рынке Форекс. Их причина чаще всего заключается в том, что трейдеры могут быстро реагировать на неожиданные финансовые новости размещением ордеров на покупку/продажу, смещающих цены так сильно, что это вызывает разрывы.
Существует 4 основных вида разрывов:
- Обычный разрыв (пример на рисунке выделен левее). Наблюдается при боковом движении цен на рынке при небольшом объёме торгов. Указывает на низкий интерес к финансовому инструменту при его текущей цене.
- Разрыв при пробое уровня (пример на рисунке выделен правее). Происходит при начале значительного движения цены финансового инструмента при большом объёме торгов.
- Разрыв ускорения. Встречается в середине ценового движения в направлении этого движения при повышенном интересе к финансовому инструменту. Указывает на продолжение движения цены в текущем направлении.
- Разрыв истощения. Встречается в конце ценового тренда в противоположном направлении предыдущего движения. Указывает на разворот направления движения цены при очень высоком объёме торгов.